# میلان بابیچ
میلان بابیچ (Милан Бабић؛ ۲۶ فوریهٔ ۱۹۵۶ – ۵ مارس ۲۰۰۶) رهبر پیشین جمهوری صرب کراینا بود.
وی در سال ۲۰۰۴ توسط دادگاه بین‌المللی کیفری یوگسلاوی سابق به جنایت جنگی در جنگ‌های یوگسلاو متهم و به ۱۳ سال زندان محکوم شد.وی در دادگاه از کارهای خود احساس شرم و پشیمانی کرد.
بدن بی‌جان وی در مارس ۲۰۰۶ در زندانش در لاهه پیدا شد.